# Fierzë, Elbasan
Fierzë är en ort och en tidigare kommun i Elbasan prefektur i centrala Albanien. Vid kommunreformen 2015 blev Fierzë en administrativ enhet i kommunen Belsh. Befolkningen vid folkräkningen 2011 var 2 065 personer. Den administrativa enheten består av byarna Hardhi, Fierzë, Cerrage och Kosovë.